# سارة أونيانجو أوباما
سارة أونيانجو أوباما (بالإنجليزية: Sarah Onyango Obama)‏ هي فاعلة خير كينية، ولدت في 1922.